# Tuffi ai campionati mondiali di nuoto 2022 - Piattaforma 10 metri sincro maschile
La gara dei tuffi dalla piattaforma 10 metri sincro maschile dei campionati mondiali di nuoto 2022 è stata disputata il 28 giugno presso la Duna Aréna di Budapest. La gara, alla quale hanno preso parte 14 coppie di atleti provenienti da altrettante nazioni, si è svolta in due turni, in ognuno dei quali le coppie hanno eseguito una serie di sei tuffi.
La competizione è stata vinta dalla coppia cinese Lian Junjie e Yang Hao, mentre l'argento e il bronzo sono andati rispettivamente ai britannici Matthew Lee e Noah Williams e ai canadesi Rylan Wiens e Nathan Zsombor-Murray.

## Programma
| Data           | Ora (UTC+2) | Turno       |
| -------------- | ----------- | ----------- |
| 28 giugno 2022 | 10:00       | Preliminari |
| 28 giugno 2022 | 19:00       | Finale      |

## Risultati
| Pos.    | Nazione       | Atleti                                       | Preliminari | Preliminari | Finale          | Finale          |
| Pos.    | Nazione       | Atleti                                       | Punti       | Pos.        | Punti           | Pos.            |
| ------- | ------------- | -------------------------------------------- | ----------- | ----------- | --------------- | --------------- |
| Oro     | Cina          | Lian Junjie Yang Hao                         | 452,25      | 1           | 467,79          | 1               |
| Argento | Gran Bretagna | Matthew Lee Noah Williams                    | 379,26      | 3           | 427,71          | 2               |
| Bronzo  | Canada        | Rylan Wiens Nathan Zsombor-Murray            | 377,88      | 4           | 417,12          | 3               |
| 4       | Ucraina       | Kirill Boliukh Oleksij Sereda                | 393,00      | 2           | 396,27          | 4               |
| 5       | Germania      | Timo Barthel Jaden Eikermann                 | 340,47      | 8           | 377,37          | 5               |
| 6       | Cuba          | Luis Cañabate Carlos Ramos                   | 336,69      | 9           | 371,01          | 6               |
| 7       | Australia     | Domonic Bedggood Cassiel Rousseau            | 376,65      | 5           | 368,10          | 7               |
| 8       | Stati Uniti   | Zachary Cooper Maxwell Flory                 | 328,38      | 10          | 358,17          | 8               |
| 9       | Brasile       | Kawan Figueredo Pereira Isaac de Souza Filho | 354,45      | 7           | 329,79          | 9               |
| 10      | Italia        | Andreas Sargent Larsen Eduard Timbretti      | 357,00      | 6           | 328,95          | 10              |
| 11      | Malaysia      | Hanis Nazirul Jaya Surya Jellson Jabillin    | 311,85      | 12          | 322,35          | 11              |
| 12      | Austria       | Anton Knoll Dariush Lotfi                    | 314,52      | 11          | 316,20          | 12              |
| 13      | Nuova Zelanda | Arno Lee Luke Sipkes                         | 257,82      | 13          | Non qualificati | Non qualificati |
| 14      | Uzbekistan    | Botir Khasanov Marsel Zaynetdinov            | 232,89      | 14          | Non qualificati | Non qualificati |